# 出類拔萃
出類拔萃，是日本純種競賽馬匹。生涯活躍於一哩至中距離賽事，曾於2007年勝出阪神兩歲牝馬錦標，亦於2008年勝出優駿牝馬（日本橡樹大賽）。

## 出賽前
2005年1月30日出生於北海道早來町（今安平町）北部牧場，成長途中於一口馬主俱樂部Carrot Farm Co. Ltd.進行馬主募集。
其後交由栗東訓練中心練馬師角居勝彥訓練。

## 競賽生涯

### 2歲
2007年7月8日出戰阪神競馬場2歲新馬戰，但於初段因慢閘而陷入劣勢，最終未能在直路壓制對手下跑獲第二。順帶一提，本場比賽冠軍爲日後的寶塚紀念冠軍熱誠真摯、第三為來年新山紀念冠軍夢之兆，而第八則為下年度皋月賞冠軍北國隊長，年由於本場新馬戰當中有四匹未來的分級賽優勝者，當中三匹更將奪得一級賽優勝，因而被稱謂異常豪華的新馬戰。
稍為放草過後於10月復出出戰2歲未勝利戰，維持於第五的先頭位置下在對面直路發力取位，在直路上繼續衝刺下於最後關頭壓贏對手，以鼻位優勢取得首勝。
其後以條件戰黃菊賞作為目標，本次比賽以稍為後置的方式展開，通過彎道時候開始發力取位。進入直路後，其於中外檔位置衝出加速，雖然一度取得領先，但最終被君主風範超越下以第二落敗。
年末出戰阪神兩歲牝馬錦標，比賽初段選擇於中團位置等待時機，在第三彎道處逐步上前下開始進佔位置。進入直路後，其不斷於中檔位置展開加速蠶食前方的賽駒，最終戰勝Reve d'Amour、Aim at Vip及Odile取得首個一級賽冠軍。
其後，由於其勝出一級賽，因而在評選中以近乎傳票的286票當選最佳2歲雌馬。

### 3歲
2008年首戰為鬱金香賞，一直處於第五、六左右的位置推進，然而於直路上未能全力超越前方領放的Air Pascale，最終以鼻位差距敗於對手。
其後出戰櫻花賞，然而受到體重大幅下降的影響，於比賽途中始終未能於後方位置衝出，最終以第八落敗。
稍為休養後以優駿牝馬（日本橡樹大賽）作為目標，比賽途中選擇於中團位置推進，在第三、四彎道開始發力。進入直路後，其內閃進佔內欄位置，一直沿欄突破下成功超越前方對手，取得第二個分級賽冠軍。
贏得以上賽事後陣營原定安排其遠征美國的美國橡樹大賽，但出現明顯疲倦下決定避戰並休養。
秋季在玫瑰錦標復出，雖然賽前為第二熱門，但於比賽途中一直處於約莫第十一的中後方位置，最終被未能上前下以第六落敗。
10月出戰正賽秋華賞，然而於直路上毫無衝勢未能突圍，被其他對手壓制下以第十大敗。
原先秋華賞後原定以女皇伊利沙伯二世盃作為目標，然而於11月12日因出現流鼻血的情況而選擇迴避。

### 4歲
2009年以中山牝馬錦標作為首戰，然而賽前體重暴增14公斤下於比賽途中未能展現出優秀的表現，最終以第十大敗。
放草過後在10月復出出戰府中牝馬錦標，再度未能發揮表現下以第十二大敗，其後於綠松石錦標及愛知盃均以兩位數戰績作結。

### 5歲
2010年4月出戰阪神牝馬錦標，採用後上戰術下於隊伍最後方位置等待時機，但進入直路後完全未有動作，最終以第十七打敗。
賽後陣營表示其經已出現厭賽的表現，因而決定安排其退役。

### 詳細賽績
| 日期       | 舉辦國家 | 馬場 | 距離   | 級別   | 賽事名稱         | 負重 | 騎師     | 馬號 | 出馬 | 名次 | 時間   | 頭馬（二馬）     |
| ---------- | -------- | ---- | ------ | ------ | ---------------- | ---- | -------- | ---- | ---- | ---- | ------ | ---------------- |
| 8/7/2007   | 日本     | 阪神 | 草1800 |        | 2歲新馬          | 54   | 池添謙一 | 4    | 15   | 2    | 1:49.0 | 熱誠真摯         |
| 20/10/2007 | 日本     | 京都 | 草2000 |        | 2歲未勝利        | 54   | 池添謙一 | 5    | 11   | 1    | 2:02.2 | （Shining Day）  |
| 11/11/2007 | 日本     | 京都 | 草1800 |        | 黄菊賞           | 54   | 池添謙一 | 4    | 13   | 2    | 1:47.5 | 君主風範         |
| 2/12/2007  | 日本     | 阪神 | 草1600 | JpnI   | 阪神兩歲牝馬錦標 | 54   | 池添謙一 | 15   | 18   | 1    | 1:33.8 | （Reve d'Amour） |
| 8/3/2008   | 日本     | 阪神 | 草1600 | JpnIII | 鬱金香賞         | 54   | 池添謙一 | 2    | 16   | 2    | 1:35.8 | Air Pascale      |
| 13/4/2008  | 日本     | 阪神 | 草1600 | JpnI   | 櫻花賞           | 55   | 池添謙一 | 10   | 17   | 8    | 1:34.8 | Reginetta        |
| 25/5/2008  | 日本     | 東京 | 草2400 | JpnI   | 優駿牝馬         | 55   | 池添謙一 | 15   | 18   | 1    | 2:28.8 | （F T Maia）     |
| 21/9/2008  | 日本     | 阪神 | 草1800 | JpnII  | 玫瑰錦標         | 54   | 池添謙一 | 1    | 18   | 6    | 1:48.0 | Meine Ratsel     |
| 19/10/2008 | 日本     | 京都 | 草2000 | JpnI   | 秋華賞           | 55   | 池添謙一 | 11   | 18   | 10   | 1:58.9 | Black Emblem     |
| 15/3/2009  | 日本     | 中山 | 草1800 | GIII   | 中山牝馬錦標     | 56.5 | 池添謙一 | 16   | 16   | 10   | 1:49.8 | 天之吻           |
| 18/10/2009 | 日本     | 東京 | 草1800 | GIII   | 府中牝馬錦標     | 55   | 池添謙一 | 3    | 18   | 12   | 1:46.0 | 藍調情懷         |
| 6/12/2009  | 日本     | 中山 | 草1600 | OP     | 綠松石錦標       | 56   | 池添謙一 | 14   | 14   | 12   | 1:34.2 | Wedding Fujiko   |
| 19/12/2010 | 日本     | 中京 | 草2000 | GIII   | 愛知盃           | 56   | 松田大作 | 14   | 18   | 16   | 2:01.3 | Little Amapola   |
| 10/4/2010  | 日本     | 阪神 | 草1400 | GII    | 阪神牝馬錦標     | 56   | 池添謙一 | 16   | 18   | 17   | 1:21.9 | I Am Kamino Mago |

## 退役後
退役後，出類拔萃成為了配種馬，於北海道安平町北部牧場休養，在2010年進行配種。首匹子嗣Oriental Poppy在2011年出生，可於2013年出賽。
2012年6月22日，其因腸臟扭轉而死亡，享年7歲。

### 詳細繁殖資料
| 數目   | 馬名           | 出生年 | 性別 | 父系     | 練馬師         | 馬主               | 戰績                       |
| ------ | -------------- | ------ | ---- | -------- | -------------- | ------------------ | -------------------------- |
| 第一匹 | Oriental Poppy | 2011   | 雌   | 夏威夷王 | 栗東・角居勝彥 | Carrot Farm Co Ltd | 4戰0冠0亞0季（退役・繁殖） |
| 第二匹 | 出類拔萃2012   | 2012   | 雌   | 夏威夷王 |                |                    | （出賽前死亡）             |
|        | （未配種）     |        |      |          |                |                    |                            |

## 血統簡介
父系森林寶穴為日本賽駒，生涯戰績優秀，曾勝出東京優駿（日本打吡）及日本盃。祖父為愛爾蘭生產的意大利賽駒東來兵，曾勝出凱旋門大賽，退役後於日本配種，和週日寧靜及百仁時間並稱為「改變日本賽馬的三匹種馬」。
母系Admire Sunday為日本賽駒，生涯僅勝出條件戰級別的賽事。外祖父週日寧靜是美國三冠賽雙冠馬，退役後在日本配種，在日本馬壇相當成功，贏得多項分級賽事，其子嗣贏得巨額獎金。

### 血統表
| 父線：Zeddaan系（Grey Sovereign系）   |                                |               |                 |
| 種馬 森林寶穴 1998年（棗色）          | 東來兵 1983年（棗色）          | Kampala       | Kalamoun        |
| 種馬 森林寶穴 1998年（棗色）          | 東來兵 1983年（棗色）          | Kampala       | State Pension   |
| 種馬 森林寶穴 1998年（棗色）          | 東來兵 1983年（棗色）          | Severn Bridge | Hornbeam        |
| 種馬 森林寶穴 1998年（棗色）          | 東來兵 1983年（棗色）          | Severn Bridge | Priddy Fair     |
| 種馬 森林寶穴 1998年（棗色）          | Dance Charmer 1990年（深棗色） | 雷利耶夫      | 北地舞人        |
| 種馬 森林寶穴 1998年（棗色）          | Dance Charmer 1990年（深棗色） | 雷利耶夫      | Special         |
| 種馬 森林寶穴 1998年（棗色）          | Dance Charmer 1990年（深棗色） | Skillful Joy  | Nodouble        |
| 種馬 森林寶穴 1998年（棗色）          | Dance Charmer 1990年（深棗色） | Skillful Joy  | Skillful Miss   |
| 繁殖雌馬 Admire Sunday 1995年（棗色） | 週日寧靜 1986年（棕色）        | Halo          | Hail to Reason  |
| 繁殖雌馬 Admire Sunday 1995年（棗色） | 週日寧靜 1986年（棕色）        | Halo          | Cosmah          |
| 繁殖雌馬 Admire Sunday 1995年（棗色） | 週日寧靜 1986年（棕色）        | Wishing Well  | Understanding   |
| 繁殖雌馬 Admire Sunday 1995年（棗色） | 週日寧靜 1986年（棕色）        | Wishing Well  | Mountain Flower |
| 繁殖雌馬 Admire Sunday 1995年（棗色） | Moon Indigo 1986年（棗色）     | El Gran Senor | 北地舞人        |
| 繁殖雌馬 Admire Sunday 1995年（棗色） | Moon Indigo 1986年（棗色）     | El Gran Senor | Sex Appeal      |
| 繁殖雌馬 Admire Sunday 1995年（棗色） | Moon Indigo 1986年（棗色）     | Madelia       | Caro            |
| 繁殖雌馬 Admire Sunday 1995年（棗色） | Moon Indigo 1986年（棗色）     | Madelia       | Moonmadness     |
| 雌系：號族：1-p                       |                                |               |                 |
| 五代內近親交配：北地舞人 4×4          |                                |               |                 |

## 命名由來
名字Tall Poppy（トールポピー）本意為：「生長得高大的花朵」，於英語語境中亦帶有成功者之意思，因而於港澳民間有「出類拔萃」的翻譯。

## 外部連結
- 出類拔萃 netkeiba.com （页面存档备份，存于）
- 血統表